# Liste der Kulturdenkmale in Hedersleben
In der Liste der Kulturdenkmale in Hedersleben sind alle Kulturdenkmale der Gemeinde Hedersleben (Landkreis Harz) und ihrer Ortsteile aufgelistet. Grundlage ist das Denkmalverzeichnis des Landes Sachsen-Anhalt, das auf Basis des Denkmalschutzgesetzes des Landes Sachsen-Anhalt vom 21. Oktober 1991 durch das Landesamt für Denkmalpflege und Archäologie Sachsen-Anhalt erstellt und seither laufend ergänzt wurde (Stand: 31. Dezember 2023).

## Kulturdenkmale
| Lage                                                             | Bezeichnung                   | Beschreibung | Erfassungs- nummer | Ausweisungsart               | Bild                  |
| ---------------------------------------------------------------- | ----------------------------- | --- | ------------------ | ---------------------------- | --------------------- |
| nordwestliche des Dorfes, nahe der Angermühle (Karte)            | Brücke                        | Lakemühle, zweifeldriger Bruchsteinbau mit Segmentbögen, Eisbrecher und niedrigen Wangen (18. Jahrhundert) | 094 21173          | Baudenkmal                   | Weitere Bilder        |
| am Nordrand des Dorfes (Karte)                                   | Brücke                        | Einfeldrige Bogenbrücke aus Kalkstein mit hohen geknickten Wangen und originalem Basaltpflaster. | 094 21174          | Baudenkmal                   | Weitere Bilder        |
| Angermühle 1 (Karte)                                             | Mühlenhof                     | Mühlenhof am Mühlgraben gelegen. Hofzugang mit Pfeilern und einfeldriger Bogenbrücke. Gebäude aus Bruch- und Backstein. Klassizistische Eingangstür. Viergeschossiges Speichergebäude, vier Wirtschaftsgebäude, zweigeschossiger Nebenbau. | 094 45467          | Baudenkmal                   | Weitere Bilder        |
| Breite Straße 4 (Karte)                                          | Klosterhof                    | Aderslebener Hof, ehemaliger Klosterhof des Zisterzienserinnen-Klosters Adersleben (Gründung 1739). Gebäude teilweise abgerissen. Erhalten sind ein zweistöckiges Verwalterwohnhaus im Fachwerkstil, eine Fachwerkscheune in Ständerbauweise. Mauer eines Bruchsteinbaus mit verbundener Torfahrt, ein Stallgebäude und ein Fachwerkgebäude auf Bruchsteinsockel. | 094 45466          | Baudenkmal                   | Weitere Bilder        |
| Hausneindorfer Straße 23                                         | Wandbild                      | Wandbild Im Jahr 2023 in das Denkmalverzeichnis eingetragen. | 094 18910          | Baudenkmal                   |                       |
| Jordanstraße 1 (Karte)                                           | Bauernhof                     | Vierflügelanlage, Wohnhaus Bruchsteinbau mit Fachwerkoberstock und Walmdach, Anfang 19. Jhd. überformt. Tür um 1900 mit floralen Reliefs und schmiedeeisernen Vergitterungen. Wirtschaftsgebäude mit Walm- und Satteldächern aus dem 18./19. Jahrhundert in Bruchstein. | 094 21172          | Baudenkmal                   | Weitere Bilder        |
| Jordanstraße 7 (Karte)                                           | Schmiede                      | Zwei giebelständige Gebäude, dazwischen gespanntes Korbbogenportal. Wohnhaus vermutlich vor 19. Jhd., Werkstattgebäude Bruchsteinbau des 19. Jhd. | 094 21171          | Baudenkmal                   | Weitere Bilder        |
| Klosterstraße 1, 2 (Karte)                                       | Kloster St. Maria und Gertrud | Kloster, Ehemaliges Zisterzienserinnen-Kloster St. Maria und Gertrud, 1253 gegründet und 1810 säkularisiert | 094 45468          | Baudenkmal                   | Weitere Bilder        |
| Klosterstraße 1, 2                                               | Kirche                        | Kirche | 094 45468 001      | Teilobjekt eines Baudenkmals |                       |
| Klosterstraße                                                    | Garten                        | Garten | 094 45468 002      | Teilobjekt eines Baudenkmals |                       |
| Klosterstraße 1, 2, Schulstraße 1, 2, 18, 19, 20, 21, 22 (Karte) | Ortskern                      | Ortskern Historisches Zentrum mit Klosteranlage, Pfarrkirche, zwei Schulen (Nr. 2 und 18), Pfarrwitwenhaus (Nr. 19), Pfarrhaus (Nr. 20), Dorfgasthof, (Nr. 21/22) | 094 45473          | Denkmalbereich               | Weitere Bilder        |
| Klosterstraße 14 (Karte)                                         | Wohnhaus                      | An der Lindenstraße gelegen, giebelständiger Massivbau mit Fachwerkoberstock und Krüppelwalmdach aus der 2. Hälfte des 18. Jahrhunderts. | 094 45469          | Baudenkmal                   | Weitere Bilder        |
| Krumme Straße 1 (Karte)                                          | Bauernhaus                    | Nach Inschrift im Jahr 1690 gebaut, mehrfach mit Fachwerk überformt, darauf am Oberstock mit Rautenmuster und Andreaskreuzen. Stark profilierte Stockschwelle und Brüstungshölzer. | 094 45470          | Baudenkmal                   | Weitere Bilder        |
| Lindenstraße (Karte)                                             | Friedhof                      | Neugotische Leichenhalle, Backsteineinfriedung, Baumalleen (2. Hälfte 19. Jhd.). Grabanlagen von Heine/Heyne, Becker, Schrader von 1915 von Emil Pohle. | 094 50632          | Baudenkmal                   | Weitere Bilder        |
| Magdeburger Straße 25 (Karte)                                    | Wohnhaus                      | Spätklassizistischer Bau, streng symmetrischer Backsteinbau. Straßenansicht mit Mittelrisalit betont. 1880/1890 am Nordgiebel Eingangsvorbau errichtet. Heute von Gehöft nördlich getrennt. | 094 21170          | Baudenkmal                   | Weitere Bilder        |
| Planstraße 22 (Karte)                                            | Bauernhof                     | Giebelständiges Wohnhaus in Massivbau aus Bruchstein mit Fachwerkoberbau, Krüppelwalm nach Inschrift von 1780 auf Straßenseite. Toranlage mit Pforte, angrenzend Stallgebäude, Wirtschaftsgebäude mit Fachwerkoberbau, alles aus Bruchstein. Hof natursteingepflastert. | 094 45471          | Baudenkmal                   | Weitere Bilder        |
| Quedlinburger Straße 1, 2, 3 (Karte)                             | Bahnhof                       | An der Bahnstrecke Halle–Halberstadt als Bahnhof Hedersleben-Wedderstedt zwischen beiden Orten gelegen. Repräsentative, asymmetrische Gruppierung mit Empfangsgebäude mit Schalterhalle und Warteraum, Gepäckschuppen, Stellwerk, Wohnhaus des Bahnhofsvorsteher. Elemente aus Heimat- und Jugendstil. Weißer Putz mit Sockelverkleidung aus rotbraunen Klinkern und Zierfachwerk von 1910, zweistöckiger Fachwerkbau aus dem Ende des 19. Jahrhunderts. Überdachte und verglaste Unterführung bei Sanierung Anfang des 21. Jahrhunderts abgerissen. | 094 45494          | Baudenkmal                   | Weitere Bilder        |
| Ritterstraße 4 (Karte)                                           | Bauernhaus                    | Fachwerkhaus mit Walmdach und Fuß- sowie Kopfbändern am Oberstock des zweistöckigen vermutlich ältesten Gebäudes des Dorfes, aus dem 17. Jahrhundert. | 094 21168          | Baudenkmal                   | Weitere Bilder        |
| Schuhhof 3 (Karte)                                               | Wappentafel                   | 18. Jahrhundert, barockes Wappenrelief der Äbtissin des Klosters, als Hoheitszeichen der Bauherrin und früheren Eigentümerin. | 094 21169          | Kleindenkmal                 | Weitere Bilder        |
| Schulstraße 1 (Karte)                                            | Sankt-Trinitatis-Kirche       | Kirche, evangelisch. Saalbau von 1713/14. Bruchsteinbau mit hohen Segmentbogenfenstern und Portalen auf Nord- und Südseite, Turm teilweise steinsichtig aus den 1950er Jahren. | 094 45472          | Baudenkmal                   | Weitere Bilder        |
| Schulstraße 5 (Karte)                                            | Klosterschmiede               | Schmiede, Früher Teil der Klosteranlage. Traufständiger Massivbau aus dem 19. Jahrhundert, Inventar im Werkstattgebäude. | 094 45477          | Baudenkmal                   | Klosterschmiede       |
| Schulstraße 9 (Karte)                                            | Bauernhaus                    | Bauernhaus, Wohnhaus aus der Zeit um 1700 als Bruchsteinbau mit Fachwerkoberstock und Krüppelwalmdach | 094 45474          | Baudenkmal                   | Bauernhaus            |
| Schützenstraße (Karte)                                           | Brücke                        | Selkebrücke als zweifeldriger Bruchsteinbau mit Segmentbögen, Eisbrecher und niedrigen Wangen (19. Jhd.) | 094 45475          | Baudenkmal                   | Weitere Bilder        |
| Schützenstraße 17 (Karte)                                        | Gasthof Goldener Löwe         | Gasthof, nur in Teilen erhalten, langgestrecktes Wohnhaus aus dem 17. Jahrhundert mit Bruchsteinuntergeschoss und Fachwerkoberstock | 094 45476          | Baudenkmal                   | Gasthof Goldener Löwe |

## Legende
In den Spalten befinden sich folgende Informationen:
- Lage: Nennt den Straßennamen und wenn vorhanden die Hausnummer des Kulturdenkmals. Die Grundsortierung der Liste erfolgt nach dieser Adresse. Der Link „Karte“ führt zu verschiedenen Kartendarstellungen und nennt die geographischen Koordinaten.
Link zu einem Kartenansichtstool, um Koordinaten zu setzen. In der Kartenansicht sind Baudenkmale ohne Koordinaten mit einem roten bzw. orangen Marker dargestellt und können in der Karte gesetzt werden. Baudenkmale ohne Bild sind mit einem blauen bzw. roten Marker gekennzeichnet, Baudenkmale mit Bild mit einem grünen bzw. orangen Marker.
- Offizielle Bezeichnung: Nennt den Namen, die Bezeichnung oder zumindest die Art des Kulturdenkmals und verlinkt, soweit vorhanden, auf den Artikel zum Objekt.
- Beschreibung: Nennt bauliche und geschichtliche Einzelheiten des Kulturdenkmals, vorzugsweise die Denkmaleigenschaften.
- Erfassungsnummer: Für jedes Kulturdenkmal wird in Sachsen-Anhalt eine 20stellige Erfassungsnummer vergeben. Die letzten zwölf Ziffern werden für die Untergliederung nach Teilobjekten genutzt und werden nur angegeben, soweit vergeben. In dieser Spalte kann sich folgendes Icon  befinden, dies führt zu Angaben zu diesem Baudenkmal bei Wikidata.
- Ausweisungsart: Die Einordnung des Denkmales nach § 2 Abs. 2 DenkmSchG LSA
- Bild: Ein Bild des Denkmales, und gegebenenfalls einen Link zu weiteren Fotos des Kulturdenkmals im Medienarchiv Wikimedia Commons. Wenn man auf das Kamerasymbol klickt, können Fotos zu Kulturdenkmalen aus dieser Liste hochgeladen werden: